# Aristida strigosa
Aristida strigosa là một loài thực vật có hoa trong họ Hòa thảo. Loài này được (Henrard) S.T.Blake mô tả khoa học đầu tiên năm 1943.